# AIA Guide to New York City

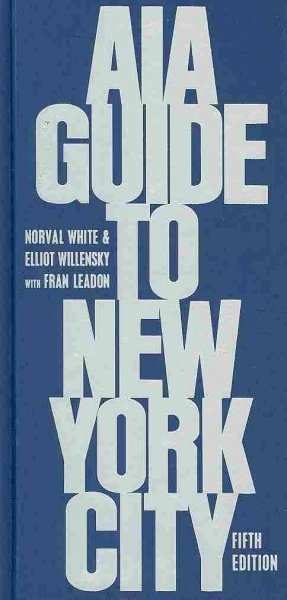

AIA Guide to New York City는 노벌 화이트와 엘리엇 윌런스키가 저술한 뉴욕의 중요하거나 주목할 건축물의 설명과 비평, 사진을 풍부하게 게재한 카탈로그이다.
초판은 1967년에 출판되었으며, 2010년에는 새롭게 프랜 리돈이 공동 집필에 참여하여 제 5판 (ISBN 978-0-19-538386-7)이 간행되었다.

## 같이 보기
- 미국 건축가 협회
- 뉴욕의 건축